# Saasfee*soundpark

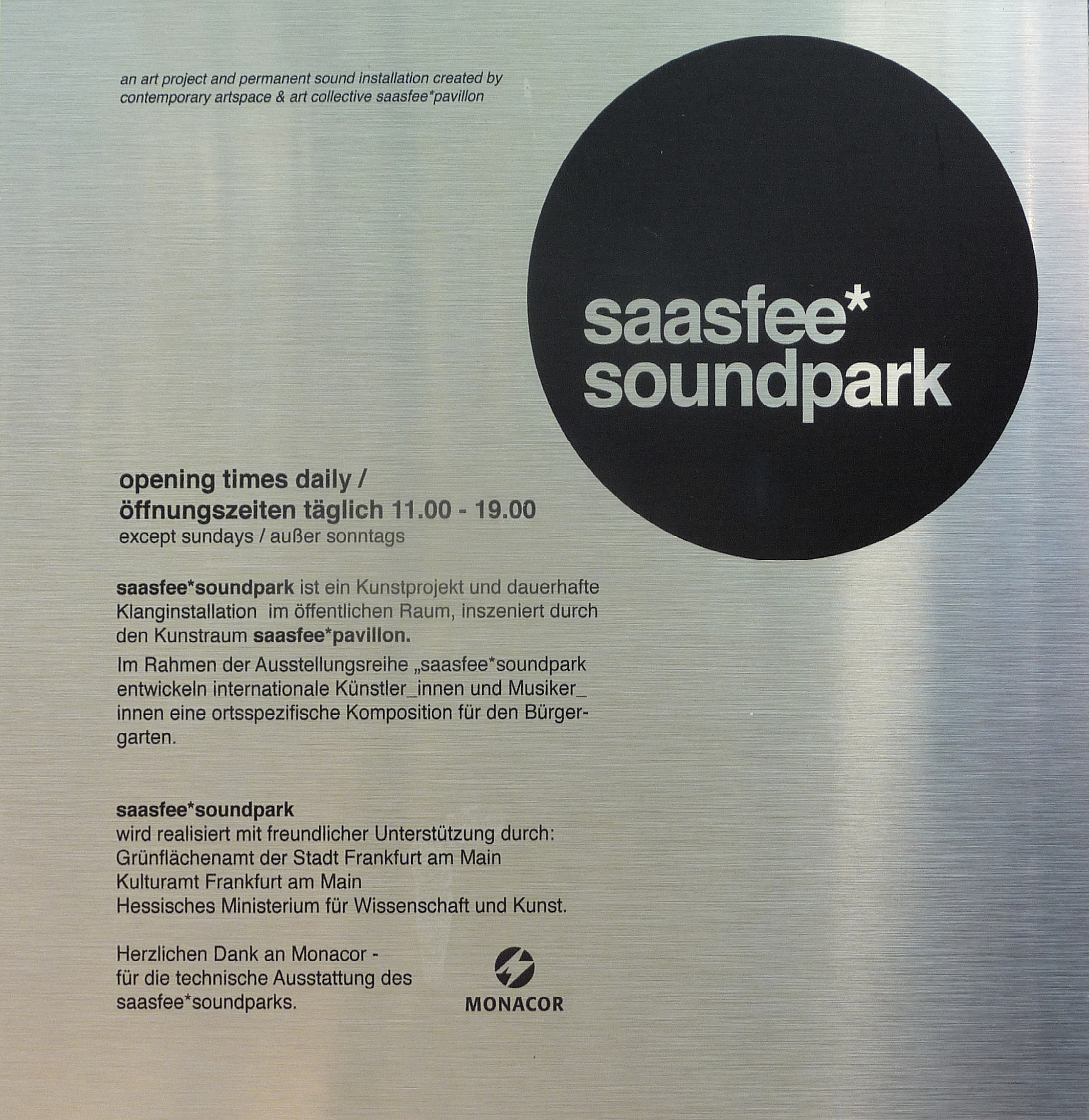
saasfee*-Plakette mit Logo und weiteren Informationen

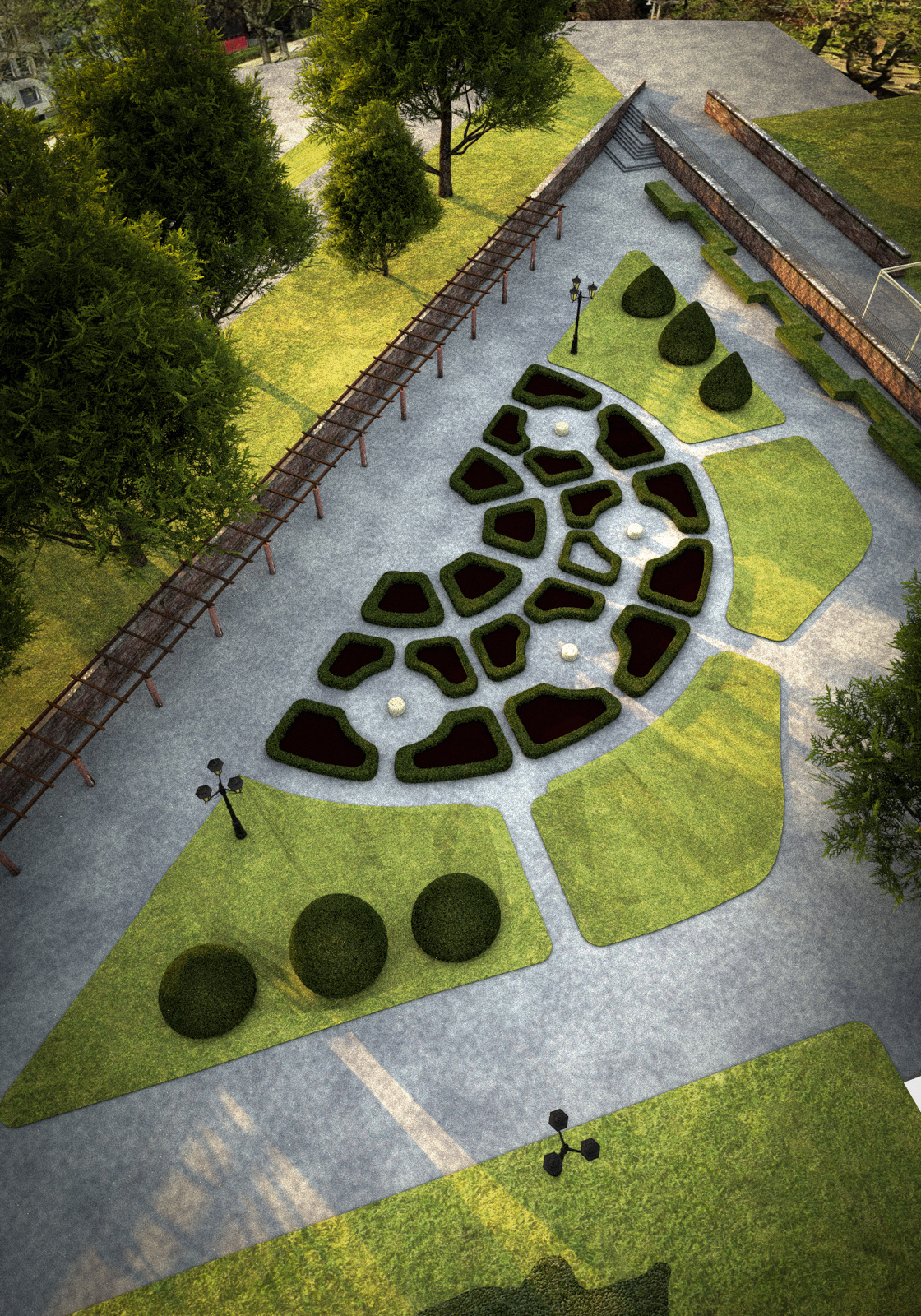
saasfee*soundpark, Frankfurt am Main. Blick von oben auf den 1982 angelegten Bürgergarten in den städtischen Wallanlagen

Der saasfee*soundpark ist ein Klangkunst-Projekt des Kollektivs saasfee* in Frankfurt am Main. Der in einer öffentlichen Grünanlage angelegte Park ist Teil des Ausstellungsprogramms des örtlichen Kunst- und Ausstellungsraums saasfee*pavillon.

## Grünanlage und Klang-Installationen
Im Jahr 2017 startete das mit öffentlichen Mitteln geförderte Projekt mit einer Veranstaltungsreihe, zu der das Kollektiv ausgewählte Musiker einlädt, eine ortsspezifische Klanginstallation oder Soundcollage zu komponieren. Ein unterhalb des Pavillons in der Eschenheimer Anlage der Frankfurter Wallanlagen, in der Nachbarschaft des Eschenheimer Turms gelegener Tiefgarten bietet die räumliche Vorlage für die Entwicklung der Klangkompositionen. Dieser neobarocke Ziergarten geht auf den Anfang des 19. Jahrhunderts zurück; er entstand auf dem Gelände der zuvor geschleiften Frankfurter Stadtbefestigung. In seiner heutigen Form ist der Tiefgarten in der Eschenheimer Anlage eine gartenbauliche Reminiszenz an frühere großbürgerliche Gärten („Wallgärten“) im Frankfurter Anlagenring. In Publikationen der Stadt Frankfurt wird die 1982 neu gestaltete Grünanlage als „Bürgergarten“ und als ein aus Originalteilen (Brunnen, Säulen, Terrassen) zusammengesetztes „historisches Puzzle“ bezeichnet.

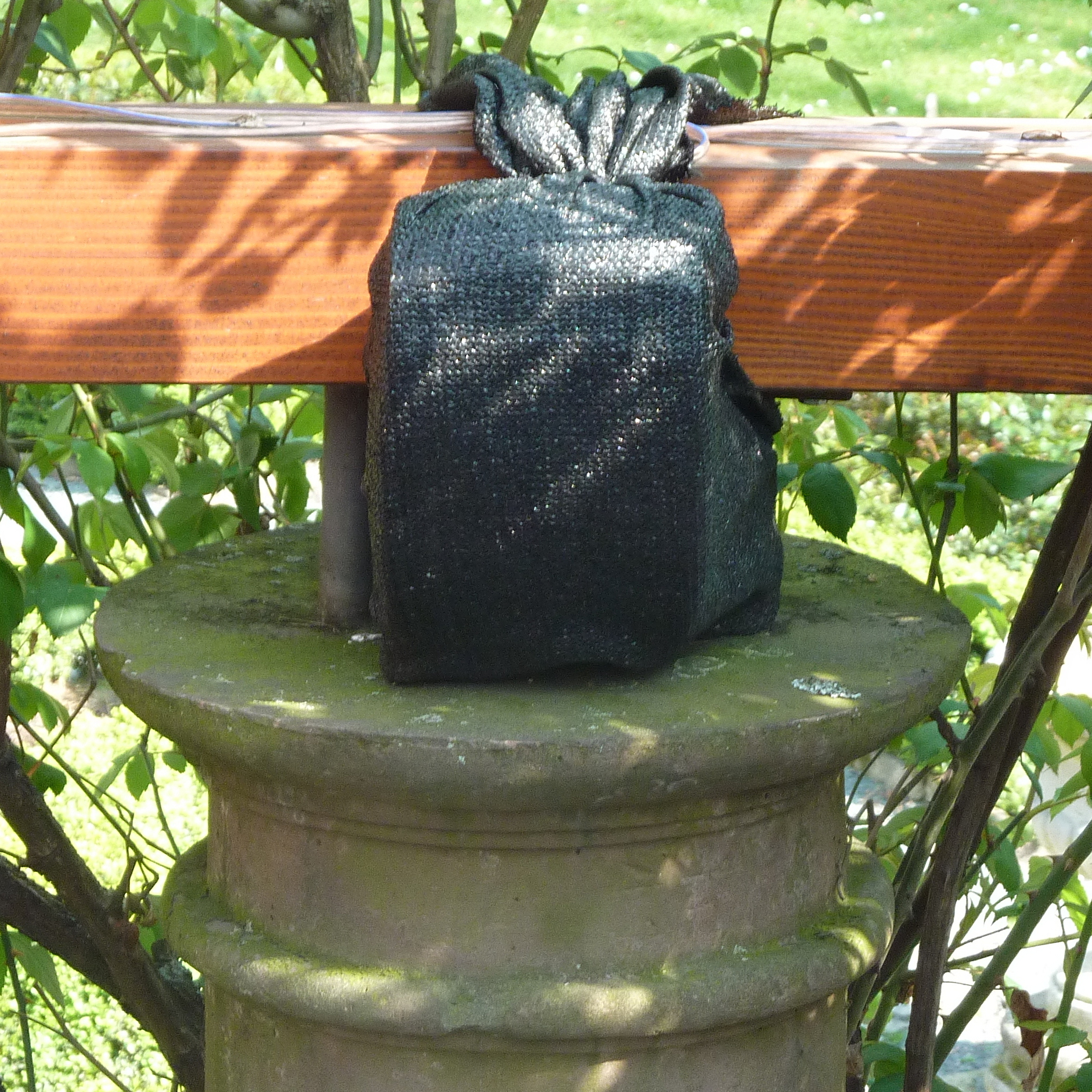
Lautsprecherbox des Soundparks

Die im Tiefgarten präsentierten Klangkompositionen sollen laut Aussage des Veranstalters „als künstlerische Interventionen im öffentlichen Raum bewusste Momente der sinnlichen Irritation kreieren“ und „eine akustische Aufforderung an den Rezipienten [sein], das vertraute Terrain neu zu erleben“. Für die Tonwiedergabe sind im Park verteilt mehrere wetterfest ausgestattete Lautsprecherboxen installiert. Die versteckt angebrachten Boxen (siehe Foto) ermöglichen ein räumliches Erleben der Klang-Installationen; je nach Standort der Besucher im Park ändert sich der akustische Eindruck von den abgespielten Klangkunstwerken.

## Veranstaltungen

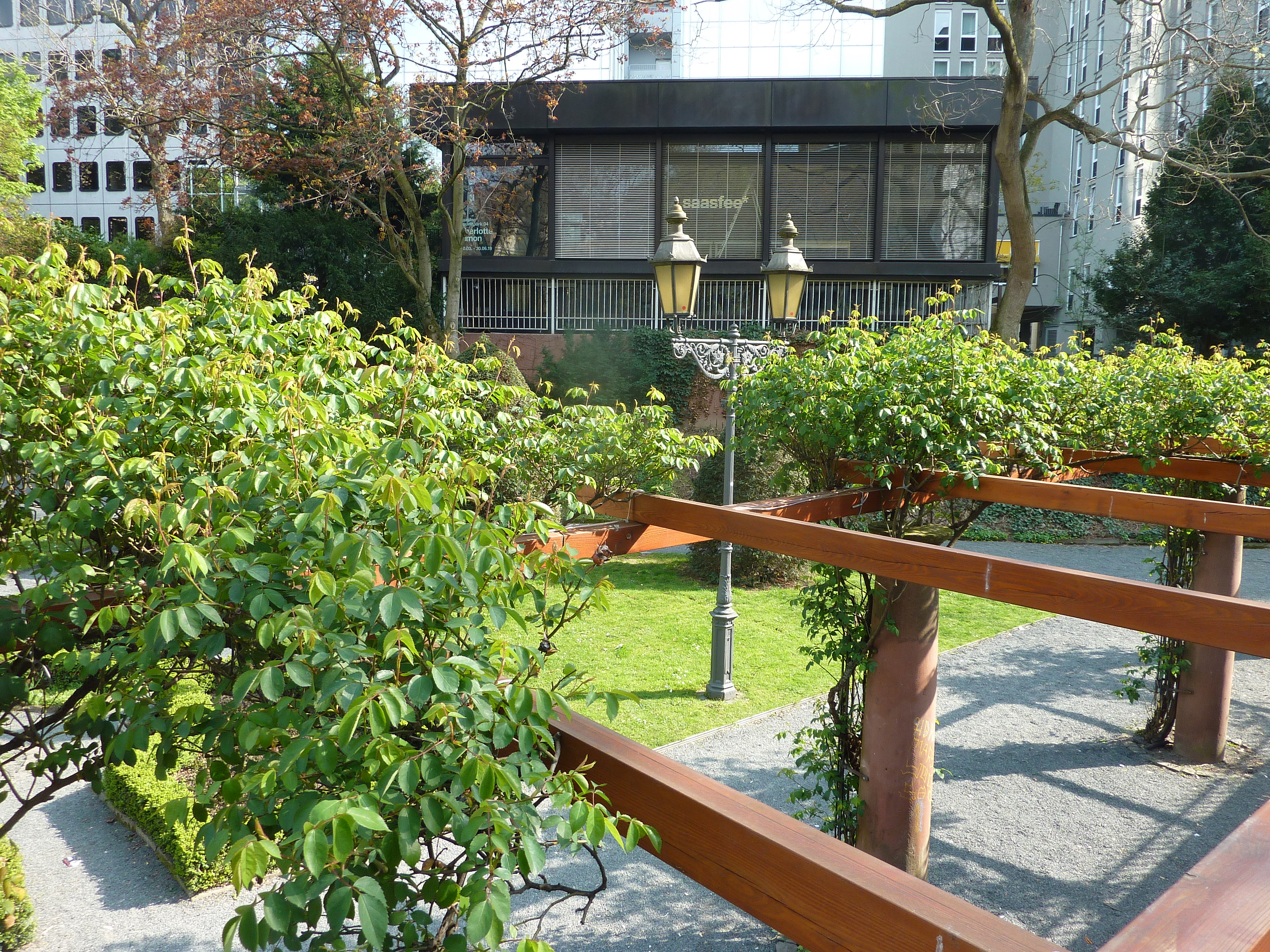
Pergola im Park mit saasfee*pavillon im Hintergrund; Ansicht von Norden

Die Veranstaltungsreihe saasfee*soundpark wird seit Mai 2017 stets mit einer Live-Performance der jeweiligen Künstler eröffnet. Zusätzlich erscheint auf dem saasfee*-eigenen Kunst-Musik-Label eine Audio-CD.
- 03/2019_soundpark 04: Charlotte Simon – Being Filmed in Fake Rain in a Fake Garden
- 06/2018_soundpark 03: tobias – Alternating Current
- 09/2017_soundpark 02: Flug 8 & Monogirl – Life in Other Dimensions
- 05/2017_soundpark 01: Uwe Schmidt („Atom™“) – Öffentlicher Traum

Der Tiefgarten ist zugänglich über zwei Treppen von der Eschenheimer Anlage aus, der Pavillon ist es von der benachbarten Bleichstraße her. Außerhalb von Veranstaltungen mit festen Terminen ist der Soundpark täglich außer Sonntags von 11 bis 19 Uhr geöffnet; der Eintritt ist frei. Das Klangkunst-Projekt wird gefördert unter anderem von Frankfurter Kulturamt und Grünflächenamt sowie vom Hessischen Ministerium für Wissenschaft und Kunst.